# West Warwick
West Warwick és una població dels Estats Units a l'estat de Rhode Island. Segons el cens del 2000 tenia 29.581 habitants.

## Demografia
Segons el cens del 2000, West Warwick tenia 29.581 habitants, 12.498 habitatges, i 7.698 famílies. La densitat de població era de 1.440,3 habitants per km².
Dels 12.498 habitatges en un 28% hi vivien nens de menys de 18 anys, en un 44,4% hi vivien parelles casades, en un 13,1% dones solteres, i en un 38,4% no eren unitats familiars. En el 31,2% dels habitatges hi vivien persones soles el 10,7% de les quals corresponia a persones de 65 anys o més que vivien soles. El nombre mitjà de persones vivint en cada habitatge era de 2,35 i el nombre mitjà de persones que vivien en cada família era de 2,97.
Per edats la població es repartia de la següent manera: un 22,4% tenia menys de 18 anys, un 9,5% entre 18 i 24, un 32% entre 25 i 44, un 22% de 45 a 60 i un 14,1% 65 anys o més.
L'edat mediana era de 36 anys. Per cada 100 dones de 18 o més anys hi havia 89,3 homes.
La renda mediana per habitatge era de 39.505 $ i la renda mediana per família de 47.674 $. Els homes tenien una renda mediana de 35.128 $ mentre que les dones 26.720 $. La renda per capita de la població era de 20.250 $. Aproximadament el 9,2% de les famílies i l'11,2% de la població estaven per davall del llindar de pobresa.